# Answear.hu
Az Answear.hu multibrand webáruház, amely tíz országban kínál ruhákat, cipőket, kiegészítőket és lakberendezési tárgyakat: Lengyelország, Ukrajna, Csehország, Szlovákia, Románia, Bulgária, Görögország, Horvátország, Magyarország és Ciprus.

## Története
Az Answear hivatalosan 2011 februárjában indult el.
Az áruház 2012-ben indította el hűségprogramját, az Answear Clubot, ami az egyik első program volt a maga nemében a divatiparban.[pontosabban?] 2013-ban az MCI Venture Capital befektetési alap kisebbségi részesedéssel szállt be az áruház fejlesztésébe. A következő években az Answear megkezdte terjeszkedését a közép- és kelet-európai országokban. A márka 2014 áprilisában Csehországban, majd ugyanezen év júniusában Szlovákiában, 2015 júliusában Ukrajnában, 2015 novemberében pedig Romániában nyitotta meg virtuális kapuit. Az Answear 2016-ban kezdte meg működését Magyarországon, két évre rá, 2018 végén pedig belépett a bolgár piacra. 2021-ben  Görögország, Horvátország és Ciprus is csatlakozott az országok listájához.
2019 júliusában került sor a webáruház történetének legnagyobb logisztikai műveletére, a teljes raktár költözésére, az akkori, skawinai székhelyről a Krakkó melletti Kokotówban található új raktárhelyiségbe.

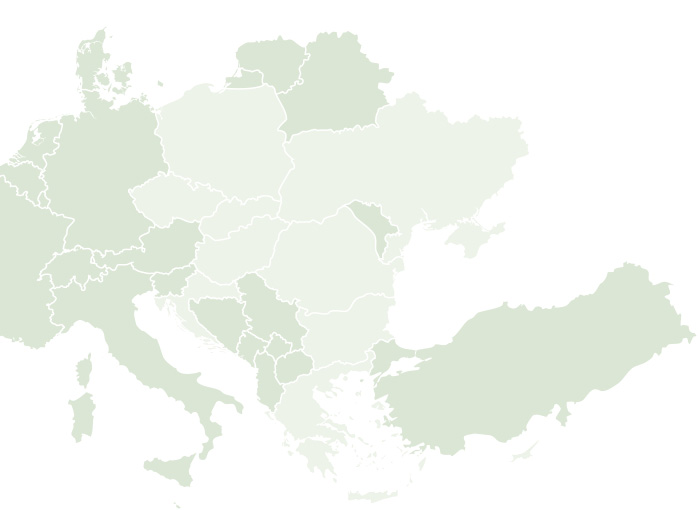
Országok, ahol az Answear működik

2020 szeptemberében az Answear jóváhagyásra nyújtotta be kérelmét a lengyel pénzügyi felügyeletnek, egyúttal bejelentette tőzsdén való debütálásának tervét. Decemberben a vállalat nyilvános részvénykibocsátást hajtott végre több mint 80 millió PLN értékben. 2021. január 8-án az Answear részvényei debütáltak a varsói tőzsde fő piacán, és nyitóáruk 19,6%-kal emelkedett a kibocsátási árhoz képest.
2021-ben befejeződött az Answear webáruházak saját e-kereskedelmi platformra való migrációja. Ugyanebben az évben a vállalat új marketingkommunikációs stratégiát vezetett be, amelynek középpontjában az inspiráció és a nők állnak. A stratégiát kommunikáló kampányt az "Lifespiration Starts Here" szlogen kísérte.

## Speciális projektek
Az Answear nemcsak szorosan a divathoz kapcsolódó projekteket támogatja, hanem olyan különleges kampányokat kezdeményez, amik utat nyitnak az ígéretes fiatal tehetségek karrierjének, illetve a bolygóbarát megoldások előmozdítására összpontosítanak.
A márka jegyzi a #Sport Is The Answear nemzetközi kampányt, ami az egészséges életmódot és a mindennapi testmozgást népszerűsíti különböző formákban.
Az Answear támogatja a divatipar fejlődését, és olyan stylistok, sminkesek és bloggerek karrierjét, akik ebben az iparágban teszik meg első lépéseiket. A kezdő stylistok számára 2012 óta rendezik meg a Stylist Születik versenyt, aminek eddig négy kiadása volt. 2016-ban indult a Supermodel Answear verseny, amelyen 5 ország kezdő modelljei versenyeztek. A kezdő stylistok, díszlettervezők, dekoratőrök és a kreatív térrendezés egyéb rajongói számára az Answear 3 kiadást szervezett a Projekt Packshot elnevezésű versenyből.
A stratégiaváltással párhuzamosan 2021 őszén elindult a nemzetközi Lifespiration Starts Here fotópályázat is, ami arra ösztönzi az embereket, hogy keressék a szépséget a mindennapi életben és osszák meg inspirációjukat. A projektet minden országban a közösségi média és a showbiznisz világából ismert kivételes nők támogatták. Ennek eredményeképpen több mint 4000 fotó és videó készült.

## Saját márka

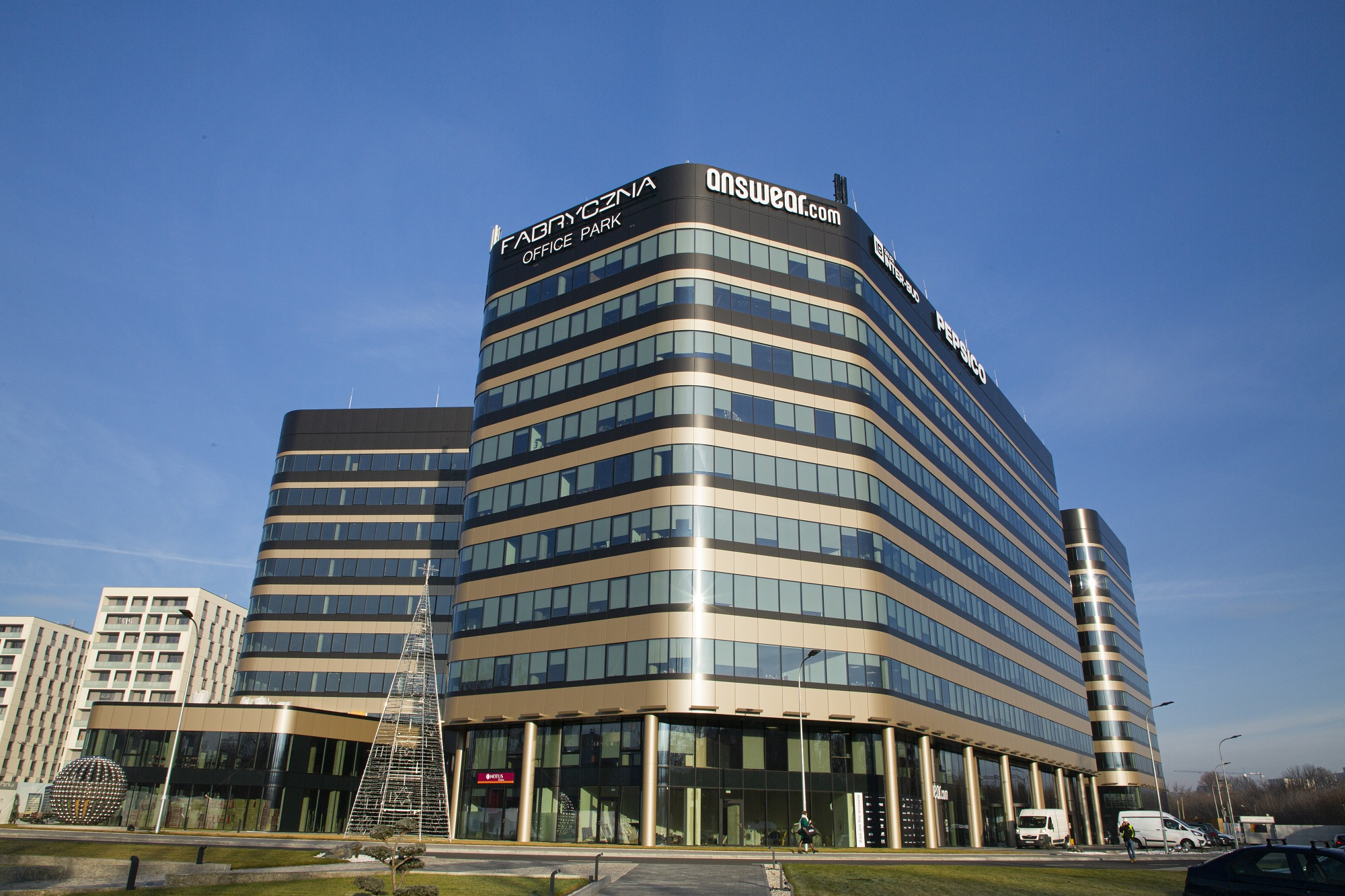
Az Answear székhelye Krakkóban

2014-ben Answear ugyanezen a néven saját márkát hoz létre. A márka 2018-ban dobta piacra a "Manifest Your Style" című limitált kollekcióját. 2020-ban az answear.LAB váltotta fel a meglévő saját márkát. A modern nőknek szánt új márka a kapszulakollekciókra összpontosít, kihasználva a helyi gyárakban és kis üzemekben rejlő lehetőségeket, illetve együttműködésekett kialakítva független tervezőkkel. A márka a kollekcióiban erőteljesen hangsúlyozza a testvériség gondolatát, arra ösztönzi az embereket, hogy a saját feltételeik szerint éljenek, szakítsanak a hétköznapi mintákkal és merjenek változtatni. 2021. június 8-án, Az Óceánok Világnapján volt az Ethical Wardrobe limitált kollekció premierje, amely elindította az etikus termékek állandó vonalának megjelenését a márka kínálatában. 2021 augusztusában a merész Girl Power kollekció került bemutatásra. A kollekció eladásából származó bevétellel női szervezeteket támogattak 7 országban, tehát mindenhol, ahol az Answear működik. A magyar piacon a Magyar Női Érdekérvényesítő Szövetséget támogatták.

## Működési modell

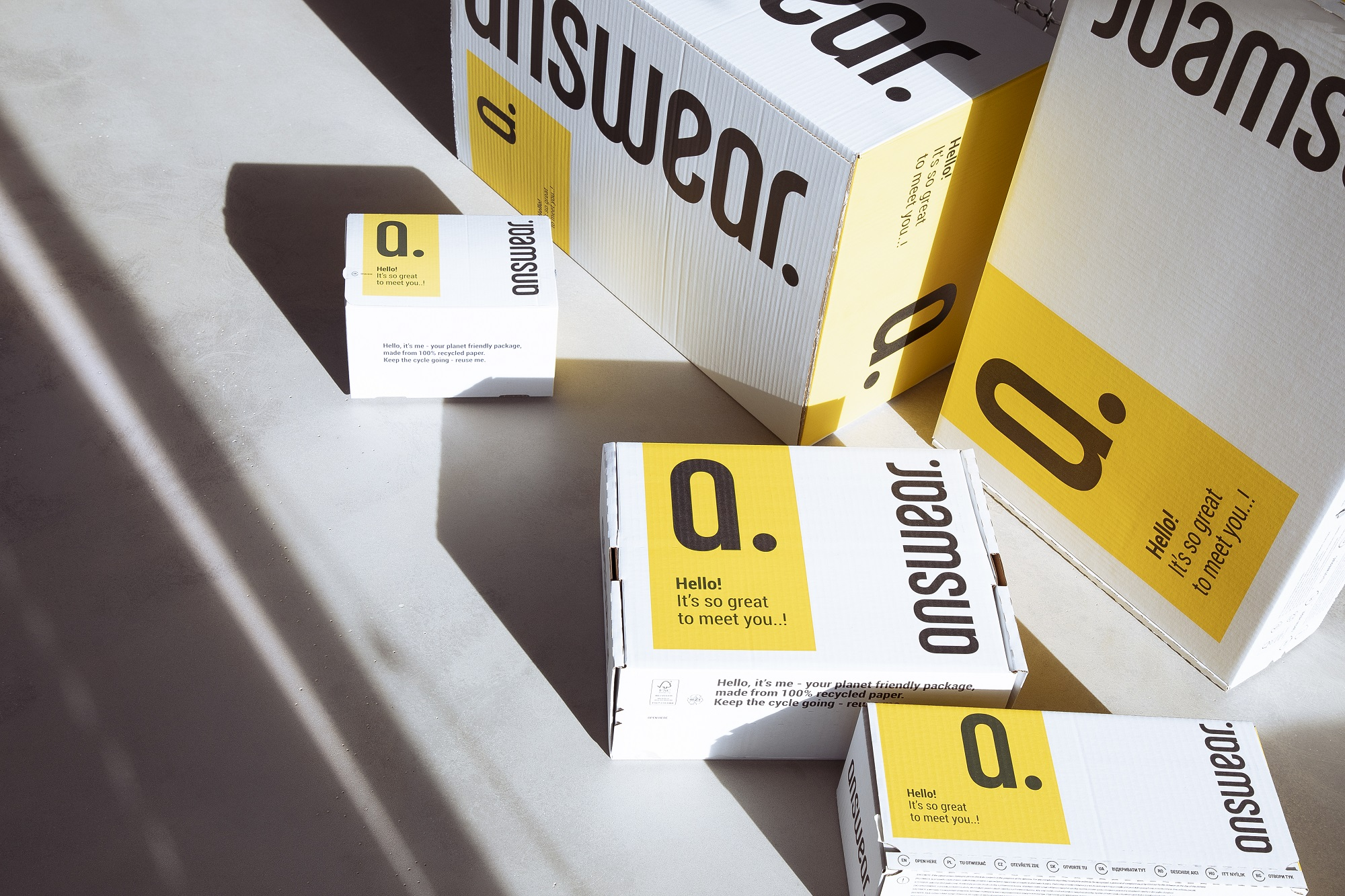
Környezetbarát csomagolás

Az Answear egy multibrand online áruház, ami a világ több mint 400 márkájának különböző árkategóriájú termékeit kínálja. A vállalat saját logisztikai központtal rendelkezik, ami lehetővé teszi a költségek optimalizálását és a logisztika javítását. A megrendelésben szereplő összes terméket egy csomagban szállítják, a környezet védelmének és a vásárlók kényelmének érdekében. Az Answear különböző szállítási és fizetési módokat kínál, a gyors szállításra és a minőségi szolgáltatásra összpontosít.

## Díjak és kitüntetések
Az Answear 6 hónappal az indulása után kapta első díját. Azóta több mint 50 díjat nyert az e-kereskedelmi iparágban, többek között:
- Webstar-díj: az Év Weboldala 2011-ben.
- Fashion Website Awards: a divatipar legjobb online áruházának járó díj 2012-ben.
- Consumer's Laurel 2013: a 2013-as év felfedezettje kategóriábanGood Brand díj: Quality, Trust, Reputation (2014, 2015)
- E-Commerce Innovation Awards 2017: a legjobb webáruház kategóriájának díja 2017-ben
- E-commerce Polska Awards 2018:  legjobb kampány a "Moda testowana na ludziach" kampányért
- E-commerce Polska Awards 2018: Think out of the box kategóriában az Answear.tv megvalósításáért
- Favorites of Success 2017, 2018: a legjobb webáruház díja Ukrajnában – Answear.ua
- Az Év Honlapja 2018: E-kereskedelmi kategóriában az Answear.hu Az Év Honlapja
- E-commerce Polska Awards 2019: Crossborder kategóriában első helyezett
- E-commerce Innovation Award 2019: a legjobb online áruház a szállítás / külkereskedelem területén Superbrands 2020
- IN2 Sabre Awards 2021: a legjobb social media fotók használatának kategóriában a #CatchTheMoment projekt első helyezett